# Elecciones generales de Sark de 2018
Elecciones generales tuvieron lugar en Sark el 12 de diciembre de 2018. Las elecciones vieron a 15 candidatos postularse para nueve escaños disponibles por primera vez desde 2012.